# Lazy Afternoon (альбом Барбры Стрейзанд)
Lazy Afternoon (с англ. — «Ленивый день») — семнадцатый студийный альбом американской певицы Барбры Стрейзанд, выпущенный под эгидой Columbia Records и спродюсированный Джеффри Лессером, Рупертом Холмсом. Альбом достиг двенадцатой позиции в национальном американском чарте и был сертифицирован Американской ассоциацией звукозаписывающих компаний, как золотой за тираж более 500 000 экземпляров в апреле 1976 года.

## Об альбоме
История альбома началась с телефонного звонка Барбры Руперту Холмсу. Она услышала его альбом Widescreen 1974 года, осталась восхищена аранжировками и текстами и попросила его поработать вместе. В то время она уже планировала начать запись нового альбома, однако не могла определиться с музыкальным направлением, в чём ей и должен был помочь Холмс. Альбом был записан в апреле 1975 года вместе с Барброй и оркестром всего за три шестичасовых сессии. Одной из первых записанных песен была любимая Барброй «Widescreen», песня с одноимённого альбома Холмса.
Песня «Lazy Afternoon» впервые прозвучала в мюзикле «Золотое яблоко», авторами песни были Джон ла Туш и Джером Моросс. Были слухи, что Стрейзанд должна была участвовать в записи альбома с песнями Ла Туша в 1962 году, но проект никогда не был материализован. Тринадцать лет спустя Стрейзанд записала его песню «Lazy Afternoon», которая также послужила названием альбому.
Песня «I Never Had It So Good» Пола Уильямса и Роджера Николса впервые вышла на альбоме Уильямса Just an Old Fashioned Love Song в 1971 году. Уильямс спустя годы также помог Стрейзанд в написании её хита «Evergreen». «You and I» Стиви Уандера вышла на его альбоме 1972 года Talking Book. Уандер позже сыграет партию на гармонике для песни Стрейзанд «Can’t Help Lovin That Man of Mine», с альбома The Broadway Album. Куплет песни «Moanin’ Low» Барбра впервые исполнила в 1962 году на «Шоу Гарри Мура».
«A Child Is Born» Дейва Грусина была написана для фильма «Песочница» 1972 года со Стрейзанд в главной роли, лирику для песни написали супруги Бергман. В период альбомных сессий была также записана альтернативная версия песни, с аранжировкой Руперта Холмса. Холмс был также автором другой песни, записанной для альбома, но не вошедшей в него — «Everything» (не путать с одноимённой песней для фильма «Звезда родилась»). Другая неизданная песня Холмса — «Better» — записывалась трижды: в начале 1973 года с Ричардом Перри, в сентябре того же года с Марти Пейчем, и, собственно, с Холмсом.
Фото для обложки альбома снял Стив Шапиро в гостиной её загородного дома в Малибу, Калифорния.
В Советском Союзе альбом был издан под названием «Отдых в полдень» фирмой «Мелодия» в 1978 году.

## Коммерческий приём
Альбом дебютировал в чарте Billboard Top LP’s & Tape со 107-го места 1 ноября 1975 года, а своего пика — на 12-м месте — достиг 20 декабря, оставшись в чарте на 20 недель. 14 апреля 1976 года пластинка была сертифицирована как золотая.
В августе 1975 года вышел первый сингл с альбома — «My Father’s Song», а в декабре того же года второй — «Shake Me, Wake Me (When It’s Over)». «Shake Me, Wake Me» стал первым шагом Стрейзанд в танцевальную поп-музыку, на сингле была доступна диско-версия песни. Несмотря на некоторый успех песни «Shake Me, Wake Me» в нью-йоркских клубах — песня даже заняла 14-е место в чарте Hot Dance Club Songs, ни один из синглов не смог попасть в Billboard Hot 100.

## Список композиций
| №  | Название                             | Автор(ы)                                   | Длительность |
| -- | ------------------------------------ | ------------------------------------------ | ------------ |
| 1. | «Lazy Afternoon»                     | Джон ла Туш, Джером Моросс                 | 3:47         |
| 2. | «My Father’s Song»                   | Руперт Холмс                               | 3:52         |
| 3. | «By the Way»                         | Барбра Стрейзанд, Р. Холмс                 | 2:55         |
| 4. | «Shake Me, Wake Me (When It’s Over)» | Брайан Холланд, Ламонт Дозье, Эдди Холланд | 2:53         |
| 5. | «I Never Had It So Good»             | Пол Уильямс, Роджер Николс                 | 3:35         |

| №                   | Название                         | Автор(ы)                                   | Длительность |
| ------------------- | -------------------------------- | ------------------------------------------ | ------------ |
| 1.                  | «Letters That Cross in the Mail» | Р. Холмс                                   | 3:36         |
| 2.                  | «You and I»                      | Стиви Уандер                               | 4:16         |
| 3.                  | «Moanin’ Low»                    | Ховард Дитц, Ральф Рейнджер                | 4:25         |
| 4.                  | «A Child Is Born»                | Мэрилин Бергман, Алан Бергман, Дейв Грусин | 2:48         |
| 5.                  | «Widescreen»                     | Р. Холмс                                   | 3:59         |
| Общая длительность: | Общая длительность:              | Общая длительность:                        | 36:03        |

## Позиции в хит-парадах
| Хит-парад (1975—1976)         | Высшая позиция |
| ----------------------------- | -------------- |
| Австралия (Kent Music Report) | 84             |
| Канада (RPM Top Albums/CDs)   | 42             |
| США (Billboard 200)           | 12             |

## Сертификации и продажи
| Регион                                                      | Сертификация | Продажи  |
| ----------------------------------------------------------- | ------------ | -------- |
| США (RIAA)                                                  | Золотой      | 500 000^ |
| ^ Данные о тиражах приведены только на основе сертификации. |              |          |